# Flávio Gualberto
Flávio César Resende Gualberto (Pimenta, 22 de abril de 1993) é um voleibolista indoor brasileiro, atuante na posição de Central, com marca de 340 cm de alcance no ataque e 320 cm no bloqueio, que representando as categorias de base da Seleção Brasileira foi medalhista de prata no Campeonato Sul-Americano Infantojuvenil de 2010 na Venezuela, campeão  da Copa Pan-Americana Infantojuvenil de 2011 no México, mesmo posto alcançado na edição do Campeonato Sul-Americano Juvenil de 2012 no Brasil e também na Copa Pan-Americana Sub-23 de 2012 no Canadá. Foi medalhista de prata no Campeonato Mundial Juvenil de 2013 na Turquia, medalhista de ouro no Campeonato Sul-Americano Sub-22 no Brasil, campeão da Copa Pan-Americana de 2015 nos Estados Unidos, além da medalha de prata na edição dos Jogos Pan-Americanos de 2015 no Canadá.Também representou a Seleção Brasileira Militar na conquista da medalha de ouro no Campeonato Mundial Militar de 2014 no Brasil. Em clubes possui a medalha de prata no Campeonato Sul-Americano de Clubes de 2013 no Brasil.

## Carreira
Sua trajetória no voleibol iniciou-se em sua cidade natal, na ocasião que juntamente com amigos formaram uma equipe para disputar os Jogos Escolares de Minas Gerais,  e no ano de 2007 participou de testes em peneiras do Minas Tênis Clube e alcançou aprovação neste ano e em 2008 já atuava pelo Vivo/Minas nas categorias de base e neste ano alcançou o terceiro lugar nas edições da Copa Minas Infantil e no Campeonato Mineiro Infantil, além do título do Campeonato Mineiro juvenil no mesmo ano.
Em 2008, na categoria infantojuvenil, conquistou o vice-campeonato na Copa Joinville e no ano seguinte foi campeão da III edição da Copa Centro Olímpico Infantil, campeão da IX edição da Taça Paraná Infantojuvenil em Curitiba, campeão do Campeonato Metropolitano Infantil da Assessoria Regional 6 (AR-6), campeão do Campeonato Mineiro Infantil e da Copa Minas Infantojuvenil, além de conquistar em Limoeiro o título Campeonato Brasileiro de Seleções Infantojuvenil, ocasião que representava a Seleção Mineira nesta categoria.
Ele foi convocado no ano de 2010 para a Seleção Brasileira, categoria infantojuvenil, e disputou a edição do Campeonato Sul-Americano, este realizado na cidade de La Guaira, Venezuela, e nesta edição sagrou-se vice-campeão e foi eleito o Melhor Bloqueador de toda competição. Ainda neste esmo ano, integrou o grupo de atletas do selecionado brasileiro infantojuvenil que se preparavam para representar o país nos IX Jogos Sul-Americanos , cuja sede foi na cidade de Medellín, na Colômbia, treinado pelo técnico Percy Oncken finalizando na quinta posição
Prosseguiu atuando pelas categorias de base do Vivo/Minas e alcançou em 2010 o vice-campeonato na Copa Minas Infantojuvenil, em tal edição foi premiado como o Melhor Bloqueador.; neste mesmo ano e categoria conquistou os títulos do Campeonato Mineiro, do Campeonato Metropolitano da Assessoria Regional 6 (AR-6) e da Copa Centro Olímpico
Representou na categoria infantojuvenil a Seleção Mineira na edição do Campeonato Brasileiro de Seleções de 2010, realizado em Goiás, oportunidade da conquista do vice-campeonato.
Na temporada de 2011 recebeu novamente convocação para as categorias de base da Seleção Brasileira, pelo então técnico Percy Oncken, e desta vez representou o país na categoria infantojuvenil, oportunidade que utilizava a camisa#10 na conquista da medalha de ouro na edição da Copa Pan-Americana em Mexicali , também representou o selecionado brasileiro na edição do Campeonato Mundial Infantojuvenil de 2011, este sediado nas cidades argentinas de Bahía Blanca e Almirante Brown finalizando na nona colocação.
Ainda em 2011, Flávio continuou vinculado às categorias de base do Vivo/Minas, participando da conquista, na categoria infantojuvenil, do Campeonato Mineiro.. e do Campeonato Mineiro Juvenil, também sagrou-se campeão do conquistou o Campeonato Metropolitano da Assessoria Regional 6 (AR-6), nas categorias infantojuvenil  e juvenil E novamente representou a Seleção Mineira, categoria juvenil, na conquista do vice-campeonato no   Campeonato Brasileiro de Seleções de 2011 na primeira divisão, competição ocorrida na cidade de Assú no Rio Grande do Norte
Já em 2012, na a categoria juvenil, representou a Seleção Brasileira na pré-temporada na Government Cup, realizada na cidade de Úrmia,Irã, ocasião que obteve o título.., mesmo feito obtido com a seleção na edição da Four Nations Cup de 2012, sediado na cidade de Kladovo, na Sérvia Ainda em 2012 foi convocado para disputar a edição da Copa Pan-Americana Subb-23 na cidade canadense de Langley, e nesta edição alcançou a medalha de ouro; e nesta jornada voltou a integrar o elenco juvenil da seleção, cujo técnico era Leonardo Carvalho, obtendo a medalha de ouro no Campeonato Sul-Americano Juvenil, este sediado em Saquarema, no Brasil
Competiu pelo Vivo/Minas e alcançou o sexto lugar Copa Sada Contagem Juvenil de 2012, alcançando o bronze na  Copa Minas Juvenil.., premido como Melhor Bloqueador.Representando a Seleção Mineira alcançou o bronze na edição do Campeonato Brasileiro de Seleções, primeira divisão, conquista na categoria juvenil em 2012 na cidade catarinense de São José Com elenco adulto do Vivo/Minas foi vice-campeão do Campeonato Mineiro de 2012
Na jornada esportiva 2012-13 foi contratado pelo clube Olympico/Martminas/Uptime, período que disputou a Superliga Brasileira B de 2013 e a equipe finalizou apenas na quarta posição...Na temporada de 2013 foi convocado para Seleção Brasileira para disputar o Campeonato Mundial Juvenil, desta vez sediado nas cidades turcas de Ankara e Izmir, vestiu a camisa#10, participou da equipe que sagrou-se medalhista de prata nesta edição
Voltou no período esportivo de 2013-14 para o Vivo/Minas, competiu por este na edição do  Campeonato Sul-Americano de Clubes de 2013 e encerrou conquistando a medalha de prata.Na categoria juvenil sagrou-se campeão do Campeonato Mineiro Juvenil,  e também foi vice-campeão no Campeonato Metropolitano da Assessoria Regional 6 (AR-6); na categoria adulto foi vice-campeão do Campeonato Mineiro de 2013 e alcançou a quarta posição na Superliga Brasileira A 2013-14.. Alcançou o sétimo lugar na edição da Copa Brasil de 2014  na cidade Maringá
No ano de 2014 foi convocado para Seleção Brasileira Sub-22 e disputou a primeira edição do Campeonato Sul-Americano da categoria, este sediado na cidade de Saquarema, ocasião que conquistou a medalha de ouro, sendo eleito integrante da seleção do campeonato, na função de primeiro Melhor Central.. E nesta temporada serviu a Seleção Brasileira Militar na edição do Rio de Janeiro do Campeonato Mundial Militar e conquistou a medalha de ouro
Renovou por mais uma temporada com o Vivi/Minas para as competições de 2014-15 e novamente foi vice-campeão do Campeonato Mineiro em 2014, finalizou na quarta posição na Superliga Brasileira A 2014-15 sendo o sétimo entre os melhores bloqueadores, mesmo posto alcançado na Copa Brasil de 2015 em Campinas.
Em 2015 foi convocado para Seleção Brasileira Sub-23 e  também participou dos treinamentos com a seleção principal para esta temporada e disputou a edição do Campeonato Mundial Sub-23 de 2015 em Dubai, nos Emirados Árabes Unidos, vestindo a camisa#10 encerrou na quinta colocação.Neste mesmo ano foi convocado para a Seleção Brasileira  para disputar os Jogos Pan-Americanos em Toronto e conquistou a medalha de prata; neste mesmo ano conquistou pela Seleção Brasileira de Novos a medalha de ouro na Copa Pan-Americana em Reno e foi eleito o Melhor Bloqueador.
Nas competições de 2015-16 permaneceu no Minas Tênis Clube  e foi vice-campeão no Campeonato Mineiro de 2015., terminou na sétima posição na Superliga Brasileira A 2015-16, registrando 227 pontos , destes foram 161 de ataques, 51 de bloqueios e 15 de saques;e a finalizou na décima posição na Copa Brasil de 2016 em Campinas. Na temporada 2016-17 permaneceu no Minas Tênis Clube

## Títulos e resultados
- Copa Brasil:2015[2]
- Superliga Brasileira A:2013-14[2], 2014-15[2]
- Superliga Brasileira B:2013[40]
- Campeonato Mineiro:2012[38],2013[2],2014[2], 2015[62]
- Torneio Internacional Government Cup:2012[2]
- Four Nations Cup:2012[2]
- Campeonato Brasileiro de Seleções Juvenil (1ª Divisão): 2011[2]
- Campeonato Brasileiro de Seleções Juvenil (1ª Divisão): 2012[2]
- Campeonato Brasileiro de Seleções Infantojuvenil (Divisão Especial): 2010[2]
- Campeonato Brasileiro de Seleções Infantojuvenil (1ª Divisão): 2009[2]
- Campeonato Mineiro Juvenil: 2008[2],2011[2],2013[2]
- Campeonato Mineiro Infantojuvenil: 2008[2],2011[2]
- Campeonato Mineiro Infantil: 2008[2],2009[2]
- Copa Minas Juvenil:2012[2]
- Copa Minas Infantojuvenil:2009[2]
- Copa Minas Infantil:2008[2]
- Taça Paraná Infantojuvenil:2009[2]
- Campeonato Metropolitano Juvenil (AR-6):2010[17]
- Campeonato Metropolitano Juvenil (AR-6):2013[2]
- Campeonato Metropolitano Infantojuvenil (AR-6):2009[2],2010[17]
- Copa Joinville Infantojuvenil:2009[2]
- Copa Centro Olímpico Infantil:2009[2]

## Premiações individuais
- Melhor Central do Campeonato Mundial de Clubes de 2022
- 2º Melhor Central do Campeonato Sul-Americano de 2019[53]
- Melhor Bloqueador da Copa Pan-Americana de 2015[61]
- 1º Melhor Central do Campeonato Sul-Americano Sub-22 de 2014[53]
- Melhor Bloqueador da Copa Minas Infantojuvenil de 2012[36]
- Melhor Bloqueador da Copa Minas Infantojuvenil de 2010[2]
- Melhor Bloqueador do Campeonato Sul-Americano Infantojuvenil de 2010[11]